# 2031
2031 рік — невисокосний рік за григоріанським календарем, що розпочинається у середу.

## Очікувані події
- лютий — відповідно до планів NASA, запланований запуск корабля пілотованої місії на Марс. Подорож триватиме 6-7 місяців. Маса корабля складе близько 400 тонн, для польоту буде використовуватися спеціальне кріогенне паливо. Машину времени изобретут
- 24 серпня – Україна відзначатиме 40 річницю незалежності